# Urwisy z Doliny Młynów
Urwisy z Doliny Młynów – telewizyjny serial dla dzieci, produkcji polsko-zachodnioniemieckiej, nadawany po raz pierwszy na przełomie lat 1985 i 1986. W roku 1986 powstał jego trzynastoodcinkowy sequel pt. Klementynka i Klemens – gęsi z Doliny Młynów.
Przygody – czasami zabawne, innym razem dramatyczne – grupki dzieci na typowej polskiej wsi.

## Obsada
- Ewa Ziętek – pani Dędek
- Krzysztof Kowalewski – pan Dędek
- Agnieszka Krukówna – Asia Dędek
- Tadeusz Horvath – Staś Dędek
- Monika Sapilak – Basia Dędek
- Olga Piotrowska – Marta
- Piotr Jankowski – Jacek
- Arkadiusz Wojnarowski – Wacek
- Wiesław Drzewicz – bocian Kuba (głos)
- Roman Kłosowski – pan Wronka
- Wiktor Zborowski – kowal, ojciec Jacka i Wacka
- Irena Kownas – kowalowa, matka Jacka i Wacka
- Jacek Wójcicki – Filip, pomocnik młynarza
- Bronisław Pawlik – sołtys Sajewicz
- Bogusz Bilewski – kapitan Groźny
- Bogusław Sochnacki – Bryla
- Jolanta Żółkowska – nauczycielka
- Zdzisław Szymborski – sklepikarz
- Łukasz Feiner – cyrkowiec
- Zbigniew Buczkowski – malarz
- Jerzy Michotek – malarz
- Bogdan Baer – fotograf
- Adam Skawiński – Jasio
- Maria Czubasiewicz – mama Jasia
- Eugeniusz Karczewski
- Marcin Sznajder
- Ryszard Zabor-Dąbrowski
- Ryszard Zaborowski

## Ekipa
- Muzyka: Andrzej Korzyński
- Zdjęcia: Bronisław Baraniecki, Janusz Czecz, Jacek Prosiński, Stanisław Szymański
- Scenariusz i reżyseria: Janusz Łęski
- Produkcja: Studio Filmowe Rondo, Westdeutscher Rundfunk

i inni

## Zdjęcia
- Tomaszów Mazowiecki (Groty Nagórzyckie), Dąbrowa nad Czarną.